# Тит Менений Ланат
Вижте пояснителната страница за други личности с името Агрипа.
Тит Менений Агрипа Ланат (на латински: Titus Menenius Agrippae Lanatus) e политик на ранната Римска република през 5 век пр.н.е.
Тит произлиза от патрицианската фамилия Менении. Син е на Агрипа Менений Ланат (консул през 503 пр.н.е.), баща е на Луций Менений Агрипа Ланат (консул 440 пр.н.е.) и Тит Менений Агрипа Ланат (консул 452 пр.н.е.) и е дядо на Агрипа Менений Ланат (консул 439 пр.н.е. и трибун 419 и 417 пр.н.е.).
През 477 пр.н.е. той e консул с колега Гай Хораций Пулвил. Двамата заедно започват война с волските. През тази година в битката при Кремера са избити 306 Фабии.